# Liste der Naturdenkmale in Schenkendöbern
Die Liste der Naturdenkmale in Schenkendöbern nennt die Naturdenkmale in Schenkendöbern im Landkreis Spree-Neiße in Brandenburg.
Diese Liste enthält außer den im Herbst 2016 aktuellen Naturdenkmalen auch solche, die in der von 2007 bis 2016 gültigen Verordnung noch enthalten waren.

In den Spalten befinden sich folgende Informationen:
- Nr.: Identifizierungsnummer nach veröffentlichter Liste. Sie wird von der unteren Naturschutzbehörde des Landkreises oder der kreisfreien Stadt vergeben. Wenn sie bekannt ist, wird sie angegeben. In dieser Spalte kann sich zusätzlich das Wort Wikidata befinden, der entsprechende Link führt zu Angaben zu diesem Naturdenkmal bei Wikidata.
- Bezeichnung: Benennung des Naturdenkmals, in der Regel wird bei Bäume die Baumart genannt. Bekannte Eigennamen werden mit angegeben.
- Gemarkung: Ort oder Gemarkung, in der sich das Naturdenkmal befindet
- Lage: Nennt die Lage des Naturdenkmals im jeweiligen Ortsteil und die geografischen Koordinaten des Naturdenkmals. Link zu einem Kartenansichtstool, um Koordinaten zu setzen. In der Kartenansicht sind Naturdenkmale ohne Koordinaten mit einem roten beziehungsweise orangen Marker dargestellt und können in der Karte gesetzt werden. Denkmale ohne Bild sind mit einem blauen bzw. roten Marker gekennzeichnet, Denkmale mit Bild mit einem grünen beziehungsweise orangen Marker.
- Beschreibung: die Beschreibung des Naturdenkmales
- Schutzzweck: Erläutert den Grund der Unterschutzstellung
- Bild: Zeigt ein Bild des Naturdenkmales und gegebenenfalls ein Link zu weiteren Fotos im Medienarchiv Wikimedia Commons

## Schenkendöbern
| Bild | Bezeichnung                 | Lage                                                                                     | Beschreibung | Schutzzweck | Nummer |
| ---- | --------------------------- | ---------------------------------------------------------------------------------------- | --- | ----------- | ------ |
| BW   | Findling                    | Atterwasch, Kiesgrube (51° 56′ 6,4″ N, 14° 37′ 7,8″ O)                                   | Seit 1989 geschützter, etwa 9 m³ großer Findling an der ehemaligen Kiesgrube.                                                        |             | 38     |
| BW   | Stieleiche (tausendjährige) | Bärenklau, Heimstraße (51° 56′ 19,1″ N, 14° 33′ 36,5″ O)                                 | Einer der ältesten Bäume im Landkreis und einziger auf der Liste National Bedeutsamer Bäume.                                         |             | 39     |
| BW   | Stieleiche                  | Grano, nördlich des Ortes am Radweges Grano-Lauschütz (51° 59′ 17,6″ N, 14° 37′ 33,6″ O) | Von weither sichtbarer imposanter Solitärbaum mitten auf einem Acker.                                                                |             | 40     |
| BW   | Winterlinde                 | Reicherskreuz, Friedhof (52° 1′ 43,3″ N, 14° 27′ 49,3″ O)                                | Aus dem alten liegenden Baumstamm sind mehrere Jungstämme entsprossen.                                                               |             | [ 6 ]  |
| BW   | Rotbuche                    | Sembten, Schlosspark (52° 0′ 54″ N, 14° 38′ 22,1″ O)                                     | Immense Buche am Rand des Schlossparks.                                                                                              |             | [ 6 ]  |
| BW   | Blutbuche                   | Wilschwitz, Dorfanger (51° 57′ 47,5″ N, 14° 39′ 9,4″ O)                                  | Die nicht zu übersehende Blutbuche am Dorfanger steht zwischen einem Nebengebäude und dem Standort des 1958 abgerissenen Gutshauses. |             | [ 6 ]  |